# Cappellaccio
Le cappellaccio (ou tuf gris du Palatin) est l'appellation italienne d'une variété du tuf volcanique granulaire et grisâtre, employé dans la Rome antique.

## Origine
Les monts Albains, à environ 20 km au sud-est de Rome, sont un ensemble d'anciens volcans de la chaîne des Apennins.
Le cappellaccio, ou tuf gris du Palatin, est issu de l'une des plus importantes coulées pyroclastiques de cet ensemble, qui s'est produite entre 600 000 et 450 000 ans avant notre ère. Ces éjectas volcaniques, cendres et graviers de lave, forment sous l'action de l'eau un conglomérat qui, une fois consolidé, donne le tuf volcanique

## Propriétés et utilisation

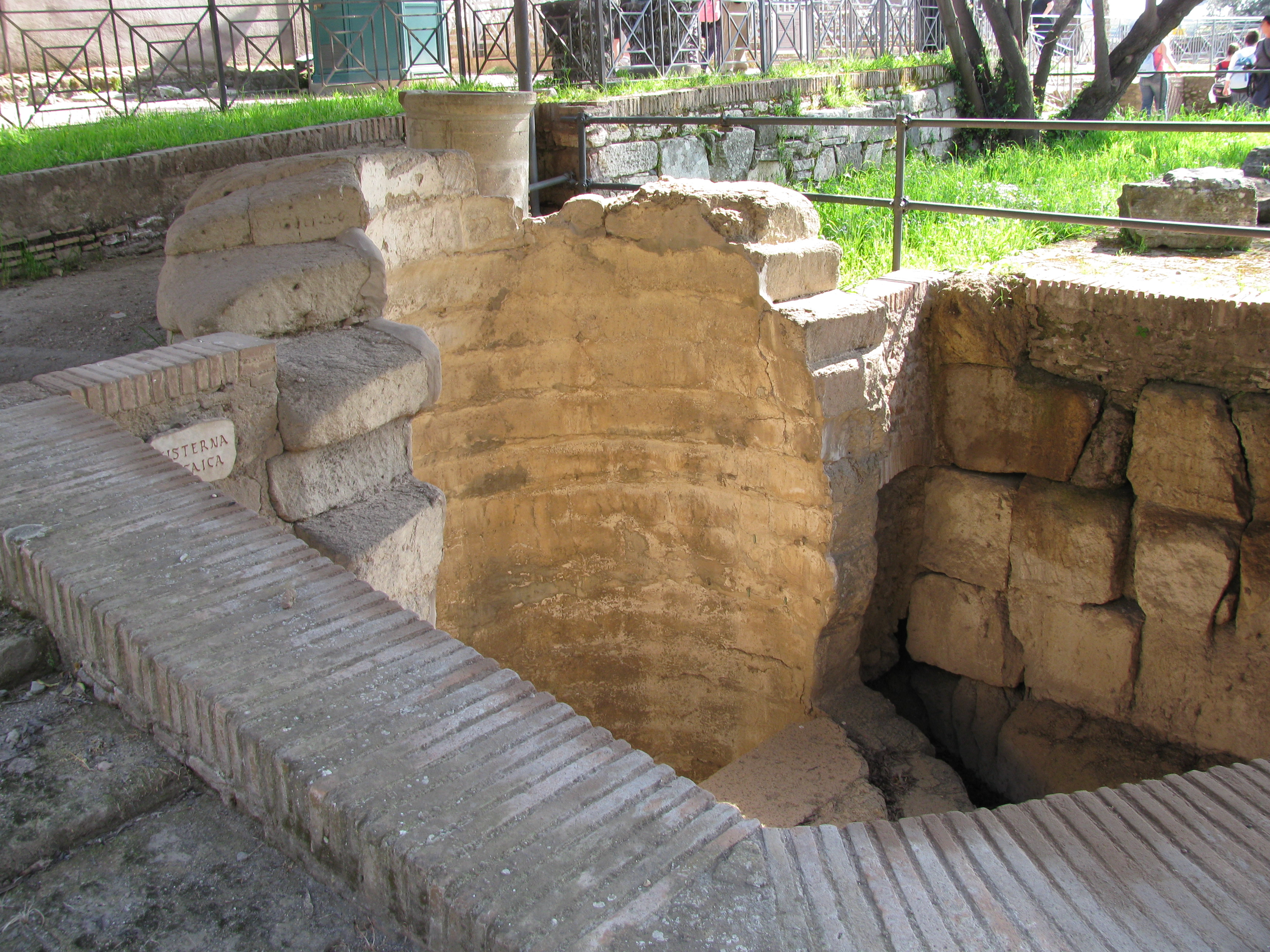
Mont Palatin, puits en bloc de cappellaccio et citerne archaïque (époque royale ou primo républicaine).

S'il a l'avantage d'être tendre et facile à extraire du sol même des collines de Rome, il est friable et n'est utilisé qu'à l'époque archaïque dans les plus anciens édifices romains, vers les VIIe et Ve siècles av. J.-C.,,. On le trouve sous forme de blocs appareillés en opus quadratum dans les parties basses de la muraille Servienne, les fondations du temple de Jupiter capitolin, des citernes du mont Palatin, la base de murs de soutènement du grand podium des temples de l'aire de Sant'Omobono.